# Whitwell Common
Whitwell Common – wieś w Anglii, w hrabstwie Derbyshire, w dystrykcie Bolsover. Leży 45 km na północ od miasta Derby i 212 km na północ od Londynu.